# Aurearenales
Ordre
Les Aurearenales sont un ordre d’algues de l’embranchement des Ochrophyta et de la Classe des Phaeothamniophyceae.

## Liste des familles
Selon AlgaeBase (12 mars 2022) et World Register of Marine Species (12 mars 2022) :
- Aurearenaceae Kai, Yoshii, Nakayama & Inouye, 2008